# 宇宙のロック
「宇宙のロック」（うちゅうのロック）は、monobrightの10枚目のシングル。2010年10月10日発売。発売元はDefstar Records Inc.。
キャッチコピーは『monoの今度の挑戦は、売り切れ御免!』

## 解説
- 前作より1ヶ月ぶりのシングル。2月に発表した「monobright DO10!!攻約宣言」では、「10月10日は怒濤(DO10)なだけにスーパー何かが起こる!」と発表されていたが、後に4thアルバムの先行試聴イベントの開催と本作の発売が明かされた。
- イベント会場限定販売。その2日後の10月12日からはSonyMusicShopでも販売が開始された。現在は販売終了。
- 「DO10」にあやかって、10枚目のシングル、2010年10月10日発売、1010枚限定生産、税込1010円と、「10」という数字にこだわっている。また規格品番も「mono1010DO10」と設定された。
- ジャケットはステッカーになっており、それを剥がすことにより歌詞が読めるようになっている。

## 収録曲
1. 宇宙のロック (3:49)
桃野が20歳の頃に作った曲。monobrightの前に桃野が在籍していたバンド「figure8」時代の楽曲で、桃野曰く「個人的には一番大切にしていた曲」であったという。アレンジは大幅に変わったものの、歌詞だけは全く変わっていないという[1]。
2. ライヴ・メドレー（アナタMAGIC～孤独の太陽～宇宙のロック） (12:00)

全作詞・作曲：桃野陽介　編曲：monobright